# Tanjung Mulia (Medan Deli)
Tanjung Mulia is een bestuurslaag in het regentschap Medan van de provincie Noord-Sumatra, Indonesië. Tanjung Mulia telt 34.068 inwoners (volkstelling 2010).